# Jak and Daxter
Jak and Daxter — серия трёхмерных компьютерных игр, разработанная компанией Naughty Dog и изданная Sony Computer Entertainment. Игры серии представляет собой смесь экшена, гонок и головоломок. Серия расположена в вымышленной вселенной, связанной с научной фантастикой. Протагонисты — Джек и его друг Декстер, превращенный в животное. В продолжениях Jak II и Jak 3 появились стрельба и город в стиле Grand Theft Auto. Декстер стал героем одноименной отдельной игры для PSP. На протяжении игр герои пытаются раскрыть секреты своего мира и разгадать тайны, оставленные древней расой, ранее населявшей планету.

## Разработка
Студия Naughty Dog начала создавать новую игру вскоре после выхода шестого поколения консолей. Первоначально проектом занимались только два программиста, так как остальные были заняты разработкой Crash Team Racing. Они начали с разработки нового графического движка, который был бы способен на подключение открытой окружающей среды в мире. Специально для данного проекта Naughty Dog изобрела новый язык программирования, который использовался специально для серии Jak & Daxter. Затем они создали полностью подвижного персонажа для изучения эффективности движка до того, как предоставить следующий проект для демонстрации издателю Sony Computer Entertainment.
Jak and Daxter: The Precursor Legacy имел бюджет 14 миллионов долларов и находился в разработке почти три года. За это время разработчики сумели создать полностью интерактивный мир. Оба главных персонажа также прошли через жёсткий процесс проектирования, вдохновленные мангой и диснеевской анимацией. Саундтрек игры был записан в Mutato Muzika Studios, продюсером стал Марк Мазерсбо, а композитором Джош Манселл.
Naughty Dog выпустила различные виды изделий, начиная с запуска серии. К ним относятся руководство по стратегии для каждой игры, различные формы одежды и коллекционные фигурки ограниченного тиража. В ознаменование 10-летия серии была выпущена сфера предков.

## Игры
- Jak and Daxter: The Precursor Legacy (2001) — первая игра серии, выпущенная для PlayStation 2 в 2001 году. Джек и его лучший друг Декстер пошли на туманный остров, несмотря на запрет. Декстер упал в сосуд с Тёмным Эко и превратился в выдростая (англ. Ottsel, от слов otter — выдра, и weasel — горностай). Джек берет его в путешествие, чтобы вернуть нормальный облик. Действие происходит на «планетке-на-отшибе», в заросшем джунглями заштатном мирке, далёком от центра галактической цивилизации.
- Jak II (2003), известная в Северной Америке как Jak II: Renegade — вторая игра, выпущенная для PS2 в 2003 году. Она начинается там, где была прервана сюжетная линия первой игры. Джек и команда попали в будущее, и их пути разошлись. Джек брошен в тюрьму на два года и используется в программе «Dark Warrior Program». После того, как Декстер спасает его, они начинают мстить. Действие происходит в гигантском футуристическом мегаполисе Haven City, для передвижения по запруженным улицам которого используются воздухолеты, монобайки и прочий транспорт.
- Jak 3 (2004) — третья игра, выпущенная для PS2 в 2004 году. В городе Haven City разразилась война меж тремя фракциями, борющимися за контроль. Люди, не доверяющие тёмным способностям Джека, выслали его в пустыню. Декстер и Пекер последовали за ним. Задача — выжить. Пустыня не так уж и пуста, она кишит отбросами общества и мирными поселенцами. Её масштаб в 5 раз превышает площадь прошлой игры. Транспорт — пустынные багги со скорострельными пулемётами и ракетами; по городу разрешено перемещаться верхом на небольшом ящере.
- Jak X: Combat Racing (2005) — четвёртая игра, выпущенная для PS2 в 2005 году. Джек, Декстер, Кира, Самос, Эшлин и Торн отравлены и вынуждены участвовать в гонках в городе Крас-сити, цена победы — противоядие. На этот раз Джек борется не за «весь мир», а за жизни друзей.
- Daxter (2006) — пятая игра, выпущенная для PlayStation Portable (PSP) в 2006 году. Хронологически это вторая игра: действие происходит между Jak and Daxter: The Precursor Legacy и Jak II. Мы видим подробности приключений Декстера как «уничтожителя жуков». Инструменты, которые он использует для своей работы, пригодятся, когда придет время для спасения Джека.
- Jak and Daxter: The Lost Frontier (2009) — шестая и заключительная игра, выпущенная для PS2 и PSP в ноябре 2009. События в игре разворачиваются после Jak 3. В мире заканчивается Эко, поэтому ему грозит конец. Джек, Декстер и Кира находят место the Brink («грань», край мира), где обнаружены скопления Эко. Им приходится выбирать друзей и врагов, так как хотя тут вроде бы как и «край света», но он заселён пиратами и воинственной цивилизацией Aeropan’цев. Мир огромен, для передвижения используются воздушные корабли, напоминающие транспорт из «Звёздных войн». Имеется возможность улучшать не только Джека, но и летательные аппараты — устанавливать на них различные пушки, ракеты и т. п. Джек работает в команде с Декстером; Джек — пилот, Декстер заведует всем огнестрельным оружием, исполняет роль механика, штурмана, а также диверсанта.

## Игровой процесс
Игры открывают игрокам мир, наполненный различными природными средами, которые охватывают деревни, джунгли, шахты и многое другое. Есть множество различных сред, доступных для исследования. А древняя цивилизация, обитающая в мире, имеет большие достижения в плане технологий, что создаёт атмосферу стимпанка. Вселенная Jak & Dexter населена в основном человекоподобной расой с длинными острыми ушами. В игре присутствует вещество, называемое Эко (англ. Eco) и встречающееся на протяжении всего игрового процесса. Оно считается источником жизненной силы.
В игре есть несколько видов Эко:
- Зелёное Эко — энергия жизни. Восполняет здоровье Джека.
- Синее Эко — энергия движения. Ускоряет Джека, попутно собирая артефакты, находящиеся в непосредственной близости к герою и разбивая ящики. Также активирует некоторые механизы.
- Красное Эко — энергия силы. Увеличивает физические способности Джека.
- Жёлтое Эко — энергия мощи. Позволяет Джеку стрелять энергией Эко.
- Тёмное Эко — смертоносная и таинственная энергия.
- Светлое Эко — редкая, легендарная энергия; как и тёмное Эко, окутана завесой тайны.

Эко многофункционально и используется для всего, начиная от улучшения оружия и заканчивая развитием технологий.

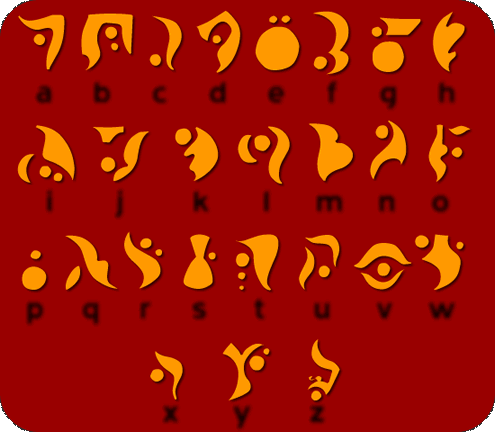
Символы на сферах предков

В игре также присутствуют батарейки и сферы предков, использующиеся как валюта. Собирать эти предметы необходимо для продвижения по сюжету. Получить их возможно как обычным исследованием мира, при выполнении заданий, так и у населения мира.
В игре присутствуют и альтернативные средства передвижения, такие как птицы и летательные аппараты.
Элементы шутера вводятся в Jak II, с которого открывается настраивание оружия и другие разнообразные формы боя. Некоторые особенности от предыдущей игры также расширены. Декстер теперь играбельный персонаж. Тёмные Эко становятся доступными, и противостоят внедрению Светлых Эко в Jak 3. Сферы предков могут быть собраны в каждой игре, чтобы разблокировать дополнения.
Jak X отклоняется от серии на более традиционный стиль игры, и основывается на механике, разработанной для Jak 3.

## Награды
- Лидер продаж среди аркад на PS2: — 3,2 млн копий, 14 место в списке самых продаваемых на PS2 игр (Jak and Daxter: The Prescursor Legacy)
- Первый единый трехмерный мир в консольной игре: — то есть без загрузок между локациями (Jak and Daxter: The Prescursor Legacy)
- Аркада с наибольшим количеством видеороликов: — 131 штука, из них — 51 в «первом акте» (Jak II)

## Критика
Серия получила положительные отзывы от критиков. IGN воздал хвалу «огромным мирам, экшн-истории и отличному геймплею».
Game Informer хвалил работу Naughty Dog за создание новой франшизы, точно настроенный геймплей и непрестанную изобретательность.
Eurogamer заявил, что «серия Джек и Декстер не может быть рассмотрена в качестве твёрдого платформера, как Sly Cooper, и стрельба в нём не такая совершенная, как в Ratchet & Clank. Но с точки зрения амбиций, изобретательности и грандиозности игра стоит выше своих платформерных собратьев по поколению».